# 母性本能
母性本能（ぼせいほんのう）とは、広義にはある種の生物の母親が種普遍的にもつ繁殖に関わる行動を引き起こす本能。狭義には未熟な状態で誕生し、一定年齢に達するまで保護者の養育なしに生存できない生物の雌親（母親）に見られる養育行動の反応および行動原理として存在するとみなされる本能のことである。
哺乳類の進化と密接に結びついた母親または雌の行動と推測されるが、通俗的に使用されることが多く、したがって言葉の定義は非常に曖昧である。次のような極端な行動原則のような用いられ方をする場合もあるが、進化における個体の多様性を無視した極論である。
- 自分の生命よりもわが子の生命を優先しようとする。
- 人類の場合、一定年齢に達しても、自立が困難と判断されれば、限定あるいは無限定に母性本能が注がれるとされる。また人間飼育下でまれに、自然界ではごくまれに、鳥類及び哺乳類が別種の生物の子供を育てようとすることがあるが、これは母性本能の発動であると見なされることがある。

実際には、母親の子に対する振る舞い、母と子の関係は種によって大きく異なる。また同じ種であっても母親の行動は条件戦略的に柔軟に変化する可塑性を持つ。またその行動は少なくとも鳥類と哺乳類では学習と経験によって変化し、固定的ではない。

しかし母性本能については未解明の部分も多く、母性本能が本当に実在するかという点も含め議論の対象になることがある。また、母性（または父性）に変わり統一的な「親性」という単語を提唱する意見がある
。
「女性には子どもを愛し育てようとする本能（母性本能）が生まれつき備わっており、それゆえに母親は子どもを育てるべきである」という考え方を母性神話と批判的に呼ぶ事がある。

## 本能
現在の生物学においては「本能」という言葉は「衝動」、具体的な「本能行動」を「生得的行動」というのが一般的である。また現代の心理学においては、記述概念としての「本能行動」に言及することはあっても、説明概念として「本能」を用いることはない。これらは生得性がある、遺伝的な基盤がある、生物学的基盤があると表現されることもある。
現代の生物学者が仮に、何かの行動を指して「本能的である（あるいは生得的である、遺伝的である）」と言った場合でも、それが遺伝決定的である、固定的である、融通が利かない、学習や経験の影響を受けないと言うことを必ずしも意味しない。生物の行動は程度の違いはあれ、遺伝と環境双方の影響を受けるのが普通である。

### 子育て
母性本能の典型と見なされるのは子育てである。これは鳥類と哺乳類に見られるが、魚類、両生類、爬虫類など他の脊椎動物、一部の昆虫など無脊椎動物にも見られる。子育て行動は昆虫のように学習しなくても行える場合もあるが、哺乳類の多くでは学習や経験の影響を受ける。例えばハリー・ハーロウの実験で針金で作られた「母親」に育てられた仔ザルは自分が母親になった後、自分が産んだ子を怖がり育てることができなかった。チンパンジーでは若いメスザルが仔を持つ他の母ザルから食糧と引き替えに仔を受け取り抱かせて貰うことがある。これは子育ての練習をしているのではないかと考えられている。しかしオスにはこのような行動は見られない。チンパンジーのメスの子育て学習は、それに向かわせるような生得性があるが、生得的に全て決まっているのではないことを示している。ヒトを含めたいくつかの群居性動物（例えばライオン）では複数個体が共同して子育てを行う。
子殺しが見られる生物、例えばチンパンジーやライオン、ゴリラ、ラングールでは、成功することは少ないものの、母親は自分の子が襲われれば守ろうとする。一方ラングールの子殺しが行われない地域個体群では若いメスが積極的に群れ外の雄と交尾する。これは群れのオスが入れ替わったときに子殺しを抑制するための戦略であると考えられており、子を産む前から保護的な行動が存在することを示している。

### 自己犠牲
一般的に、一人の子（または巣内の子たち）の命と引き替えに自己犠牲する母親は非常にまれである。ヒバリは偽傷ディスプレイを行うが命を引き替えにするわけではない。通常、自己犠牲的な行動はすでに繁殖年齢が終わった母親か、生涯に一度だけ繁殖を行う生物にみられる。顕著な例はカバキコマチグモで、子は母親の体を食べる。

### 非保護的な母性行動
母親は常に自分の子に尽くすわけではない。マウスは妊娠中のメスが配偶相手ではないオスの匂いをかぐと自然流産するか胚を吸収する。他のげっ歯類の多くは、巣が安全でないと判断すると自分の子を食べる。海鳥の多くは複数の卵をタイミングをずらして産む。その卵は異なるタイミングで孵るが、年少の子は巣立ちする前に餓死するか、年長の兄姉によって殺される。年少の個体は年長個体が上手く育たなかったときのための予備である。霊長類では母親の体調や栄養状態が危機的状況にあるときに育児の放棄が見られる。このような子を犠牲にする行動は複数回繁殖を行う種で広く見られる。これは子育てに適していない状況では子育てを諦め、次の機会を待つ方が適応的であるためである。非保護的な行動と保護的な行動は母親の繁殖戦略という視点からは表裏一体である。

## 生理的反応
子育てを促す情動は自然に発生するとは限らない。例えば、乳児の泣き声を耳にすることにより、母親本人の意思に反しても「乳房が張る・乳が噴出する」等の反応が起きる。母性本能的な行動や反応は女性ホルモンと関連しており、例えばプロラクチンは主に脳下垂体で産生、分泌されるペプチドホルモンであり、これによる乳腺発育の促進、母性行動誘導が様々な動物種で確認されている（日本生理学会）。げっ歯類ではエストロゲンとプロゲステロンが母親に対して、子の匂いや鳴き声への敏感さを誘発する。子による刺激は母親の子育て行動や、子を守るための攻撃性を増大させる。この相互作用は子が自律的に食餌でき、親の保護を必要としなくなるまで続く。

## 母性の進化
進化的な視点では、母性行動は繁殖戦略の一部である。特に子育て行動はもっとも顕著なK選択（少産戦略）と血縁選択の例である。母親は子育てをすることで生き残る子の数を増やせるときにはそうするが、現在の子を犠牲にして将来の繁殖成功に賭ける場合もある。このような母親の行動の多面性は社会生物学の発展によってもたらされた。社会生物学では母親は父親とは異なる繁殖戦略を持つ柔軟な意思決定者と見なされる。
一般的にオスよりもメスが子へ強い関心を示すように進化したことを説明する理論がある。一つは繁殖行動のタイミング説である。魚類ではオスが卵を守る種も珍しくないが、これは川の流れが急などでメスが先に産卵する種に多い。先に産卵することができたメスは立ち去ることができ、オスは卵を押しつけられることになる。しかし普通はオスが先に立ち去ることができる。もう一つは親の投資の非対称性説である。親の投資とは一匹の親が現在の子を育てるのに用いるあらゆる資源（エサ、エネルギー、時間、捕食リスクなど）を指す。哺乳類のメスは出産の時点ですでに妊娠で大きな投資を行っている。一匹の子に対する進化的な価値はオスもメスも同じだが、産んだ子を放置し死なせた場合のコストはメスの方が遙かに大きい。第三に父性の確実さ説である。メスは自分が産んだ子は常に自分の血を引いていることを「知っている」が、オスは自分の配偶者が生んだ自分の血を引いているかどうか明らかでない。父親による子への投資量は配偶システムと関連し、乱婚性であったりつがい外交尾が多い種の方が一般的にオスの投資量が少ない傾向がある。

## 歴史
カール・リンネは当時流行していた乳母による子育てを批判し、実の母親が子を養育すべきだと考えてヒトが含まれる分類群を哺乳類と名付けた。19世紀以来、ヒトと他の動物の連続性が論じられるようになると、20世紀初頭までヒトの行動の多くが本能で説明された。当時のヒトの本性に関する議論は、多くの場合社会的含みを持っており、母性本能は女性の社会的地位や行動を規定する根拠としても用いられた。サラ・ハーディは女性個人の欲求と社会による母性本能の押しつけの板挟みが、フェミニズムがヒトの本性や行動の生得性を否定するタブラ・ラサを受け入れることになった原因ではないかと考えている。そのような主張に対して、心理学者ジョン・ボウルビィは愛着理論を主張した。一方通俗的に固定化された母性本能観は生物学者の判断にも影響した。1960年代までは、霊長類で子育て放棄が観察されても個体の異常か社会的病理であると見なされており、母親の行動の多面性が再評価されるには社会生物学の発展を待たねばならなかった。

## 社会的視点
ヒトの本性がどうであるという「言明」から、ヒトがどのように振る舞うべきである、どのような社会を作るべきであるという「指針」を引き出すことはできない（自然主義的誤謬）。しかしヒトの本性の議論と社会的な含みを切り離すことは難しい。サラ・ハーディはヒトがアロマザリング（共同保育）を行う種として進化し、母親個人の養育能力を越えた無力状態で赤ん坊は生まれると主張する。また長谷川真理子のヒトの子殺しの研究は、母親が経済的な困難に追い込まれたときに子殺しが増えることを示唆する。これは他の霊長類と同様、生物学的適応の一つかも知れない（生物学的適応とは進化的に形成された性質で生得性があるという意味だが、良いことである、認められるべきであるという意味を含まない）。これらの研究は、母親だけに養育を任せたり、母親を経済的に困窮させれば子育てがうまくいかない可能性を示している。

### フェミニズム上の観点
フェミニズムで母性本能に言及されるとき、それは母性に生得的な、あるいは“期待される”子を守る行動や衝動をまとめて呼ぶものである。ヒトの場合、出産直後には子供に愛着を感じないこともあるという。育児行動が積み重なることで、母性本能のうち「感情に属する部分」が高まってくるとも言われ、それを単純に母性本能という表現で「すべて生得的である」とまとめることには、大きな問題がある、とする。

### こども家庭庁の見解
こども家庭庁は「養育に必要な脳や心の働きは男女差なく経験で育つ」と解説している。

### 医科学
- 前原澄子著『母性〈1〉妊婦・産婦』中央法規出版、2000年9月 ISBN 4805819677
- 前原澄子著『母性〈2〉褥婦・新生児・婦人科疾患』中央法規出版、2000年9月 ISBN 4805819685
- 看護国試編集委員会『母性看護』TECOM、2004年11月  ISBN 4872116534
- キャサリン・エリソン著『なぜ女は出産すると賢くなるのか 女脳と母性の科学』ソフトバンククリエイティブ、2005年7月 ISBN 4797331240

### フェミニズム
- 大日向雅美著『母性愛神話とのたたかい』草土文化、2002年7月 ISBN 4794508492
- 大日向雅美著『母性愛神話の罠』日本評論社、2000年4月 ISBN 4535561567

### 生物学
- サラ・ブラファー・ハーディ著 『マザー・ネイチャー』上・下 塩原通緒訳 早川書房 2005年 上 ISBN  4152086394 下 ISBN 4152086408
- 長谷川寿一、長谷川真理子著 『進化と人間行動』 東京大学出版会 2000年 ISBN 4130120328